# Alaskaspove
Alaskaspove (Numenius tahitiensis) er en monotypisk art i familien Sneppefugle. Arten sorteres i slægten Numenius, som i alt består af otte arter. Arten yngler i Vest-Alaska, fra Seward til Yukondeltaet,  og overvintrer på øer omkring Ækvator i Stillehavet (Oceanien).

## Udseende
Alaskaspoven bliver cirka 40–44 cm lang; hannen vejr typisk 254–553 gram, hunnen cirka 372–796 gram; vingespændet udgør cirka 82–90 cm. Hunnen bliver i snit en del større end hannen. Fuglen har en spraglet lys grundfarvet fjerdragt, med mørk spraglet overside og lys underside uden linjer. Den har for spover det typiske lange nedbøjede næb som henover sommeren har en rosa base og mørk næbspids, medens den om vinteren er helmørk. 
I alle dragter har den grå ben, hvid eller lys beige underside og underdel og en lys hale med mørke tværgående linjer. Oversiden er mørkebrun med indlæg af gråt og med store sandfarvede prikker. Den har et kraftig lys øjenbrynlinje i stærk kontrast til sit mørke dragtmønster. Den har en mørk  hovedbund og savner småspovens lyse hoved bånd. Brystet er stiplet i gråt og brunt. Dens nederste vingedæksler er rødbrune. 
Alaskaspoven har strålelignende fjer, hvor benene møder kroppen, og det er disse, der har givet arten det engelske navn Bristle-thigh Curlew .